# Аппер-Фредерік Тауншип (округ Монтгомері, Пенсільванія)
Аппер-Фредерік Тауншип (англ. Upper Frederick Township) — селище (англ. township) в США, в окрузі Монтгомері штату Пенсільванія. Населення — 3703 особи (2020).

## Демографія
Згідно з переписом 2010 року, у селищі мешкали 3523 особи в 1379 домогосподарствах у складі 953 родин. Було 1450 помешкань
Расовий склад населення:
| - 96,1 % — білих - 1,5 % — чорних або афроамериканців - 0,6 % — азіатів - 0,1 % — вихідців з тихоокеанських островів - 0,1 % — корінних американців |

До двох чи більше рас належало 1,0 %. Частка іспаномовних становила 2,0 % від усіх жителів.
За віковим діапазоном населення розподілялося таким чином: 23,8 % — особи молодші 18 років, 59,4 % — особи у віці 18—64 років, 16,8 % — особи у віці 65 років та старші. Медіана віку мешканця становила 40,7 року. На 100 осіб жіночої статі у селищі припадало 94,4 чоловіків;  на 100 жінок у віці від 18 років та старших — 91,6 чоловіків також старших 18 років.
Середній дохід на одне домашнє господарство  становив 87 406 доларів США (медіана — 80 063), а середній дохід на одну сім'ю — 98 406 доларів (медіана — 84 537). Медіана доходів становила 58 221 долар для чоловіків та 51 012 долари для жінок. За межею бідності перебувало 2,5 % осіб, у тому числі 1,5 % дітей у віці до 18 років та 6,3 % осіб у віці 65 років та старших.
Цивільне працевлаштоване населення становило 1866 осіб. Основні галузі зайнятості: освіта, охорона здоров'я та соціальна допомога — 22,6 %, виробництво — 13,7 %, науковці, спеціалісти, менеджери — 13,0 %.